# Université des sciences appliquées de Turku
L’université des sciences appliquées de Turku (en finnois : Turun ammattikorkeakoulu) est un établissement d’enseignement supérieur professionnel de Turku en Finlande.

## Campus
L'université des sciences appliquées a trois campus dans les villes suivantes:
- Turku
  - ICT-City, Joukahaisenkatu
  - Lemminkäisenkatu
  - Académie des arts, Linnankatu
- Salo

## Domaines d'enseignement
- Culture, arts et Médias
- Services sociaux, santé, sports et
- Ressources naturelles et environnement
- Sciences naturelles
- Sciences sociales, commerce et gestion
- Technologies et transport
- Tourisme, restauration et services hôteliers

## Galerie

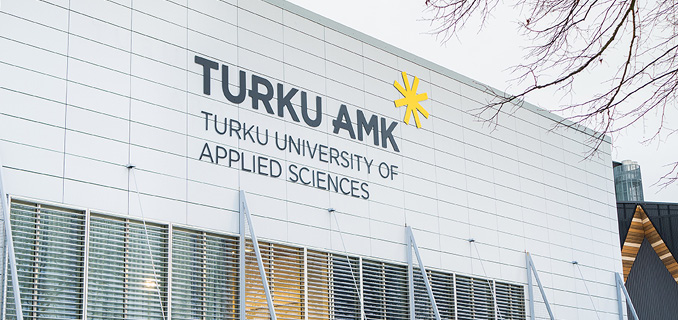
Lemminkäisenkatu, Turku
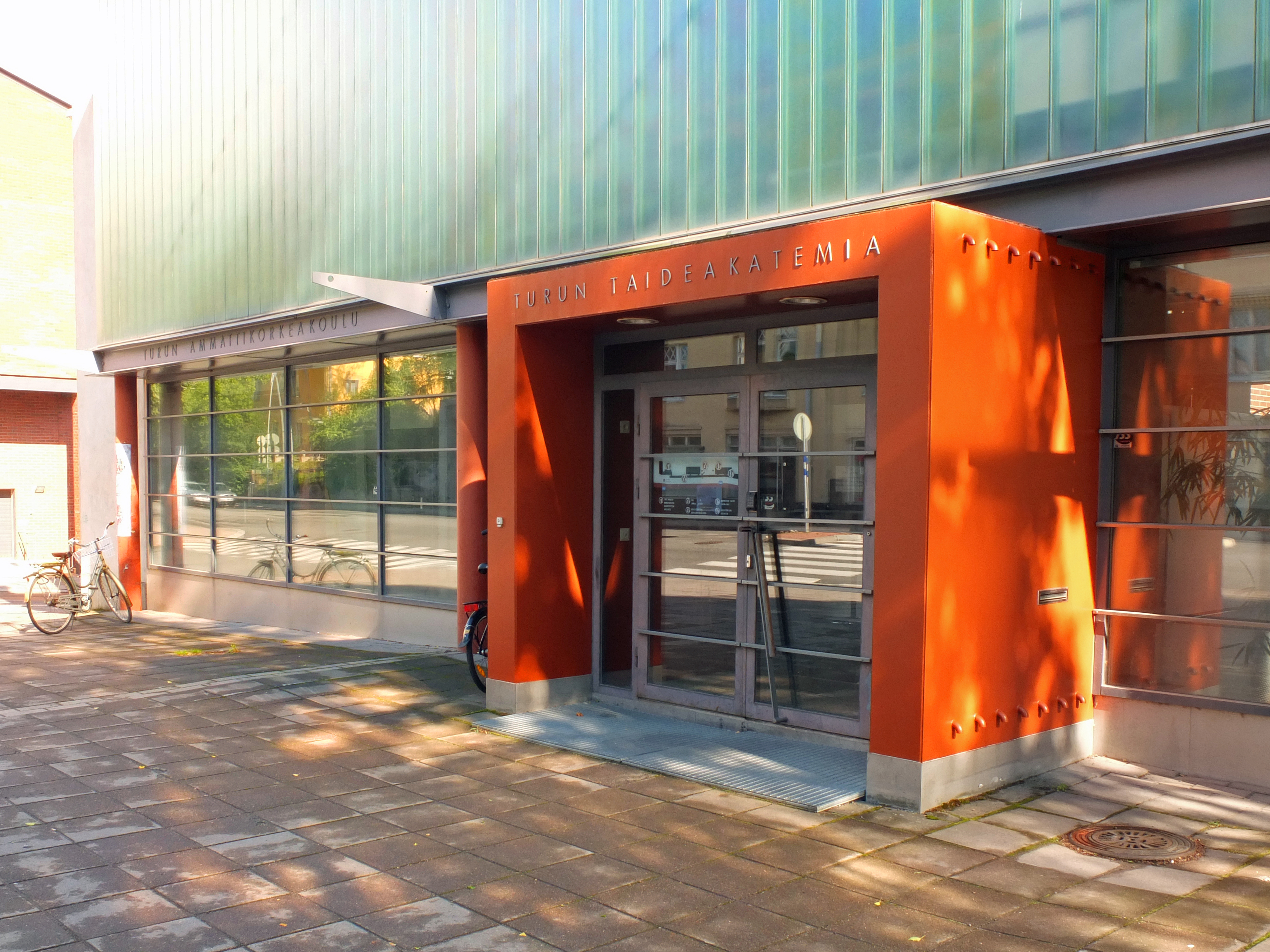
Arts Academy Linnankatu, Turku
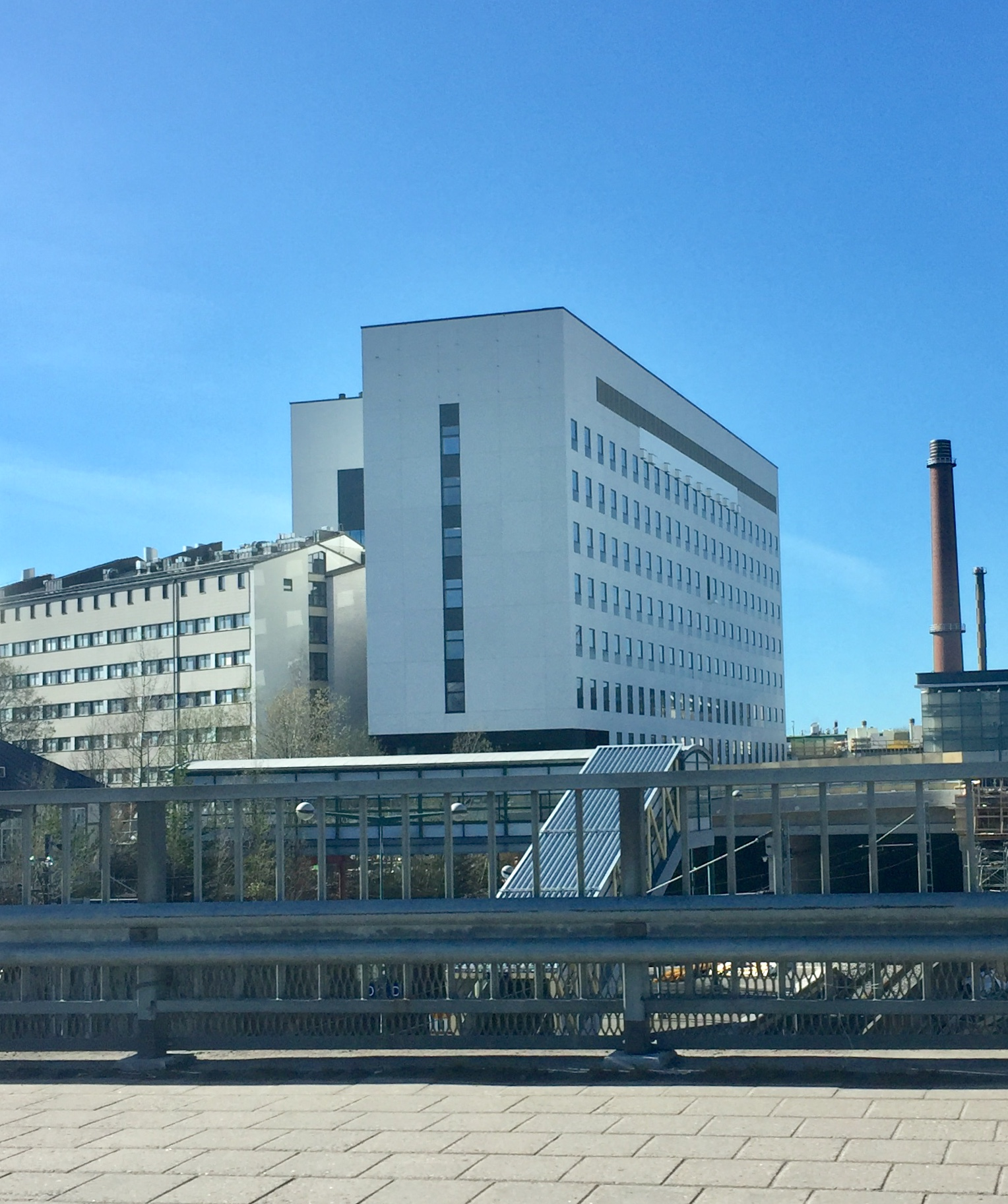
Medisiina D, Turku
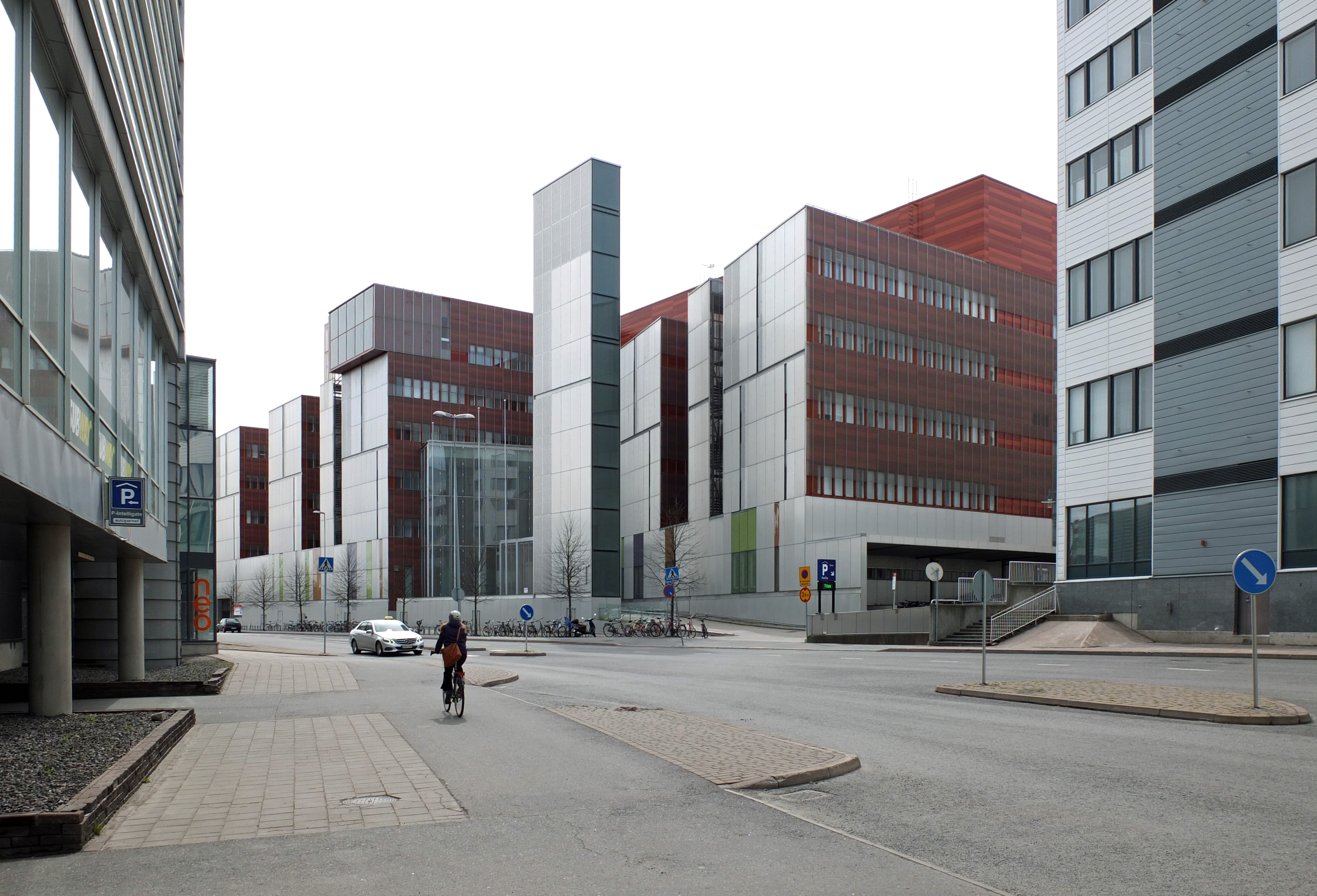
ICT-city, Turku
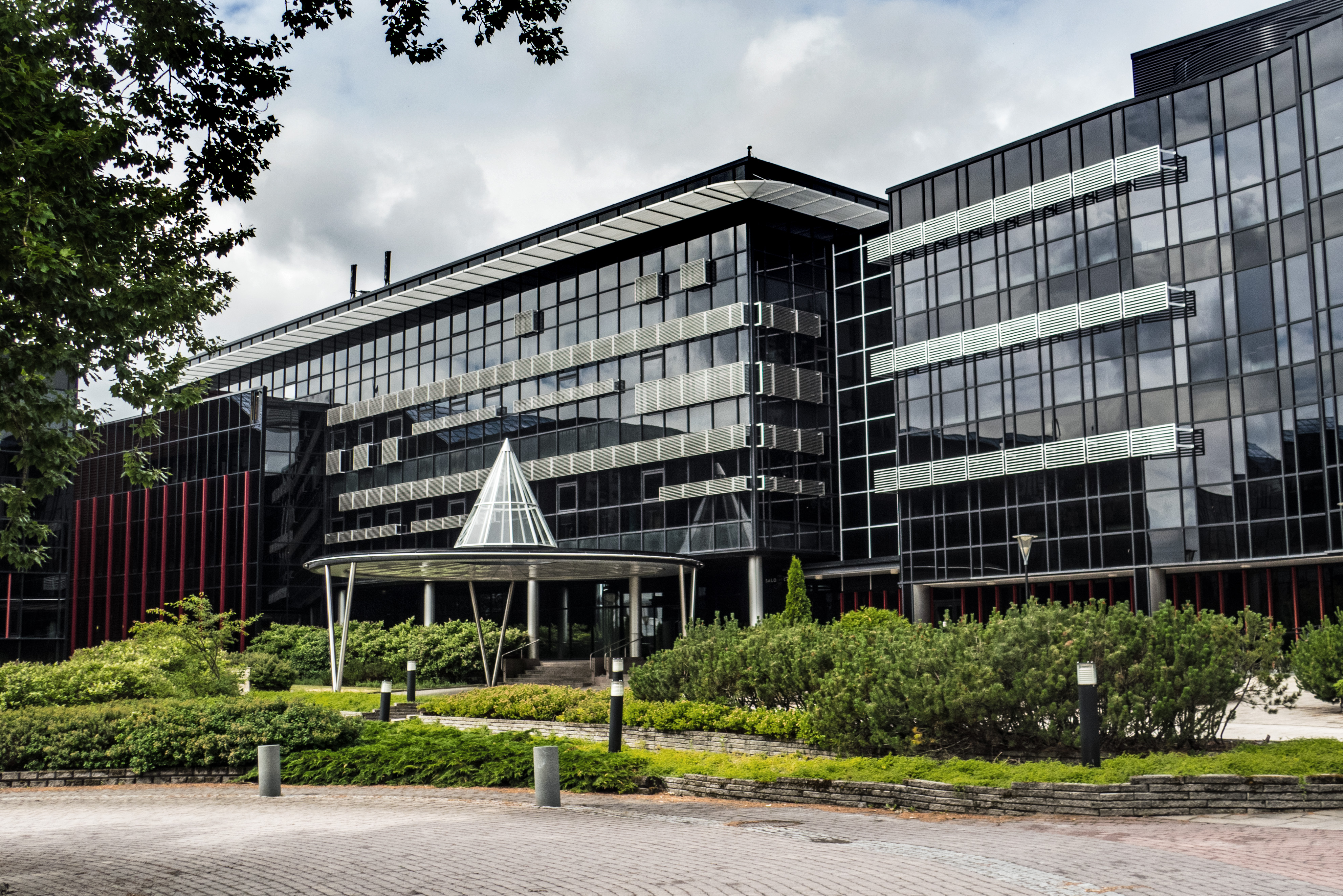
Salo IoT Campus